# Aberdeen Football Club 2013-2014
Questa voce raccoglie le informazioni riguardanti l'Aberdeen Football Club nelle competizioni ufficiali della stagione 2013-2014.

## Stagione
- In Scottish Premiership l'Aberdeen si classifica al 3º posto (68 punti), dietro al Motherwell e davanti al Dundee United.
- In Scottish Cup viene eliminato in semifinale dal St. Johnstone (2-1).
- In Scottish League Cup batte in finale l'Inverness (0-0 e poi 4-2 ai rigori) e vince per la 6ª volta la coppa.

## Maglie e sponsor
| Casa | Trasferta |

## Rosa
| N. |                             | Ruolo | Calciatore                  |
| -- | --------------------------- | ----- | --------------------------- |
| 1  | Scozia (bandiera)           | P     | Jamie Langfield             |
| 2  | Irlanda (bandiera)          | D     | Joe Shaughnessy             |
| 3  | Scozia (bandiera)           | D     | Clark Robertson             |
| 4  | Scozia (bandiera)           | D     | Russell Anderson (capitano) |
| 5  | Scozia (bandiera)           | D     | Andrew Considine            |
| 6  | Scozia (bandiera)           | D     | Mark Reynolds               |
| 7  | RD del Congo (bandiera)     | A     | Calvin Zola                 |
| 8  | Irlanda (bandiera)          | C     | Willo Flood                 |
| 9  | Inghilterra (bandiera)      | A     | Scott Vernon                |
| 10 | Irlanda del Nord (bandiera) | C     | Niall McGinn                |
| 11 | Irlanda (bandiera)          | C     | Jonny Hayes                 |
| 14 | Scozia (bandiera)           | A     | Cameron Smith               |
| 15 | Scozia (bandiera)           | C     | Barry Robson                |
| 16 | Inghilterra (bandiera)      | C     | Peter Pawlett               |

| N. |                             | Ruolo | Calciatore     |
| -- | --------------------------- | ----- | -------------- |
| 17 | Scozia (bandiera)           | C     | Gregg Wylde    |
| 18 | Scozia (bandiera)           | D     | Nicky Low      |
| 19 | Scozia (bandiera)           | C     | Chris Clark    |
| 20 | Inghilterra (bandiera)      | P     | Nicky Weaver   |
| 21 | Irlanda del Nord (bandiera) | A     | Josh Magennis  |
| 22 | Scozia (bandiera)           | C     | Ryan Jack      |
| 23 | Scozia (bandiera)           | C     | Jamie Masson   |
| 24 | Scozia (bandiera)           | A     | Declan McManus |
| 27 | Inghilterra (bandiera)      | D     | Michael Hector |
| 28 | Irlanda (bandiera)          | A     | Adam Rooney    |
| 29 | Inghilterra (bandiera)      | D     | Shay Logan     |
| 30 | Scozia (bandiera)           | P     | Danny Rogers   |
| 35 | Scozia (bandiera)           | C     | Craig Murray   |
| 38 | Scozia (bandiera)           | A     | Cammy Smith    |

## Risultati

### Scottish Premiership
| Arbitro: | John Beaton |

|                                 |           |               |
| Jonny Hayes 21’ Willo Flood 54’ | Marcatori | 64’ Kris Boyd |

| Arbitro: | John Beaton |

|                |           |                                                                   |
| Henri Anier 1’ | Marcatori | 62’ (rig.) Niall McGinn 76’ Mark Reynolds 84’ (rig.) Niall McGinn |

| Arbitro: | Calum Murray |

|  |           |                                             |
|  | Marcatori | 45+1’ (rig.) Kris Commons 87’ James Forrest |

| Arbitro: | Alan Muir |

|                                    |           |                         |
| Jamie Walker 18’ Jordan McGhee 88’ | Marcatori | 68’ (rig.) Niall McGinn |

| Aberdeen 31 agosto 2013, ore 16:00 5ª giornata | Aberdeen      | 0 – 0 referto | St. Johnstone | Pittodrie Stadium (9.478 spett.)\| Arbitro: \| Steven McLean \| |
| Arbitro:                                       | Steven McLean |               |               |                                                                 |

| Arbitro: | John Beaton |

|  |           |                                                     |
|  | Marcatori | 13’ Calvin Zola 20’ Peter Pawlett 70’ Josh Magennis |

| Arbitro: | Craig Thomson |

|                  |           |  |
| Scott Vernon 81’ | Marcatori |  |

| Arbitro: | Calum Murray |

|                     |           |                   |
| Steven Thompson 54’ | Marcatori | 85’ Peter Pawlett |

| Arbitro: | Crawford Allan |

|                 |           |  |
| Rocco Quinn 52’ | Marcatori |  |

| Arbitro: | Bobby Madden |

|                 |           |  |
| Calvin Zola 54’ | Marcatori |  |

| Arbitro: | Steven McLean |

|  |           |                                    |
|  | Marcatori | 80’ Scott Vernon 90+3’ Gregg Wylde |

| Arbitro: | Brian Colvin |

|                                                                      |           |  |
| Niall McGinn 25’ Calvin Zola 40’ Michael Hector 64’ Niall McGinn 87’ | Marcatori |  |

| Arbitro: | Iain Brines |

|                  |           |                                                           |
| Niall McGinn 26’ | Marcatori | 66’ Jamie Walker 74’ Callum Paterson 90+3’ Ryan Stevenson |

| Arbitro: | Craig Thomson |

|                                                           |           |                    |
| Kris Commons 36’ Derk Boerrigter 90+1’ Kris Commons 90+3’ | Marcatori | 45+2’ Niall McGinn |

| Arbitro: | Willie Collum |

|  |           |                                    |
|  | Marcatori | 17’ Peter Pawlett 85’ Niall McGinn |

| Arbitro: | Craig Thomson |

|                                   |           |  |
| Scott Vernon 20’ Barry Robson 66’ | Marcatori |  |

| Arbitro: | Steven McLean |

|                                                    |           |                                                                             |
| Billy McKay 47’ Billy McKay 57’ Graeme Shinnie 90’ | Marcatori | 22’ (rig.) Barry Robson 32’ Barry Robson 37’ Peter Pawlett 44’ Niall McGinn |

| Arbitro: | Kevin Clancy |

|  |           |                      |
|  | Marcatori | 49’ Lionel Ainsworth |

| Arbitro: | Calum Murray |

|              |           |  |
| Nicky Low 2’ | Marcatori |  |

| Arbitro: | Willie Collum |

|                  |           |                                             |
| John Souttar 51’ | Marcatori | 64’ (rig.) Barry Robson 90+1’ Peter Pawlett |

| Arbitro: | Craig Charleston |

|  |           |                   |
|  | Marcatori | 83’ Mark Reynolds |

| Arbitro: | Craig Thomson |

|                 |           |  |
| Willo Flood 87’ | Marcatori |  |

| Arbitro: | Iain Brines |

|  |           |                    |
|  | Marcatori | 22’ Danny Williams |

| Arbitro: | Steven McLean |

|                                             |           |                                        |
| Stephen McManus 47’ Zaine Francis-Angol 69’ | Marcatori | 67’ Adam Rooney 90+4’ Russell Anderson |

| Arbitro: | Craig Thomson |

|                                   |           |                   |
| Jonny Hayes 41’ Adam Rooney 45+1’ | Marcatori | 62’ James Forrest |

| Arbitro: | Calum Murray |

|  |           |                        |
|  | Marcatori | 80’ (rig.) Adam Rooney |

| Arbitro: | Alan Muir |

|                                                                     |           |                 |
| Conrad Balatoni 59’ Lyle Taylor 64’ Lyle Taylor 72’ Lyle Taylor 72’ | Marcatori | 66’ Adam Rooney |

| Arbitro: | Willie Collum |

|              |           |  |
| Ryan Jack 8’ | Marcatori |  |

| Arbitro: | Kevin Clancy |

|                         |           |                 |
| Jamie Hamill 87’ (rig.) | Marcatori | 74’ Willo Flood |

| Arbitro: | Craig Thomson |

|                               |           |               |
| Adam Rooney 17’ Ryan Jack 72’ | Marcatori | 11’ Kris Boyd |

| Arbitro: | Brian Colvin |

|                     |           |                 |
| Melvin de Leeuw 35’ | Marcatori | 77’ Adam Rooney |

| Arbitro: | Calum Murray |

|                  |           |               |
| Niall McGinn 52’ | Marcatori | 6’ Paul Paton |

| Arbitro: | Bobby Madden |

|  |           |                                   |
|  | Marcatori | 14’ Niall McGinn 62’ Niall McGinn |

| Inverness 18 aprile 2014, ore 20:45 34ª giornata | Inverness    | 0 – 0 referto | Aberdeen | Caledonian Stadium (4.224 spett.)\| Arbitro: \| Bobby Madden \| |
| Arbitro:                                         | Bobby Madden |               |          |                                                                 |

| Arbitro: | Alan Muir |

|                 |           |               |
| Adam Rooney 31’ | Marcatori | 8’ Stevie May |

| Arbitro: | Iain Brines |

|                                                               |           |                                 |
| Scott Brown 25’, 44’ Anthony Stokes 53’ Kris Commons 69’, 87’ | Marcatori | 28’ Niall McGinn 56’ Shay Logan |

| Arbitro: | Calum Murray |

|                 |           |                           |
| Seán Dillon 34’ | Marcatori | 7’, 55’, 76’ Scott Vernon |

| Arbitro: | Steven McLean |

|  |           |                  |
|  | Marcatori | 90+3’ Craig Reid |

### Scottish Cup
| Arbitro: | Bobby Madden |

|  |           |                   |
|  | Marcatori | 5’ Andy Considine |

| Arbitro: | Willie Collum |

|                   |           |                                        |
| Anthony Stokes 9’ | Marcatori | 38’ Russell Anderson 50’ Peter Pawlett |

| Arbitro: | Kevin Clancy |

|                 |           |  |
| Adam Rooney 53’ | Marcatori |  |

| Arbitro: | Willie Collum |

|                               |           |                  |
| Stevie May 61’ Stevie May 84’ | Marcatori | 15’ Niall McGinn |

### Scottish League Cup
| Arbitro: | [[]] |

|  |                      |  |
|  | Tiri di rigore 6 – 5 |  |

| Arbitro: | Steven McLean |

|  |           |                                                                                               |
|  | Marcatori | 23’ Joe Shaughnessy 36’ Cammy Smith 54’ Scott Vernon 55’ Scott Vernon 75’ (rig.) Scott Vernon |

| Arbitro: | John Beaton |

|  |           |                                      |
|  | Marcatori | 83’ Andy Considine 90+2’ Jonny Hayes |

| Arbitro: | Bobby Madden |

|                                                                  |           |  |
| Jonny Hayes 3’ Peter Pawlett 32’ Adam Rooney 63’ Jonny Hayes 79’ | Marcatori |  |

| Arbitro: | Steven McLean |

|                          |                      |                         |
| Robson Low Vernon Rooney | Tiri di rigore 4 – 2 | McKay Tansey Ross Doran |